# 大刀王五 (1973年電影)
《大刀王五》（英語：The Iron Bodyguard）是1973年張徹根据清朝末年大刀王五的故事改编的香港電影。由陳觀泰、岳华、李修贤等人领衔主演。

## 劇情簡介
某日，乐善好施的王五在一次意外中，遇到了支持维新变法的谭嗣同，二人成为了朋友。
然而维新变法最后却失败了，不过谭嗣同却并不打算逃跑，决定用自己来让民众觉醒，并且他还让王五去保护康有为和梁启超，让他们到国外去避风头。
不过，虽说谭嗣同被抓了，但是王五却召集了一些去救即将被处决的谭嗣同。但是最后却因为叛徒出卖而导致解救失败。
于是，他决定不遗余力的去杀掉叛徒，即使那里有专门为他设立的陷阱，他也在所不惜，并在杀死叛徒后，遭到清兵围攻，因身受重伤而死……

## 演员
- 陳觀泰 飾 王五
- 嶽華 飾 譚嗣同
- 李修賢 飾 胡七（王五的朋友。）
- 李麗麗 飾 譚喬（谭嗣同的妹妹。）
- 贝蒂 (台湾女演员) 飾 金菊花
- 盧迪 飾 閻峯
- 佟林 飾 崇統領
- 江島 飾 裴風
- 姜南 (演员) 飾 文炳
- 顧文宗 飾 康有為
- 吳池欽 飾 林旭
- 羅樂林;王清河;李壽祺;林風; 飾 四君子
- 李鵬飛 飾 監斬官
- 鮑嘉文;雷龍;張景波; 飾 閻峯朋友
- 王光裕;董財寶; 飾 王五手下
- 馮克安;陳狄克; 飾 清兵
- 許冠英;蘆葦;李敏郎; 飾 扒手
- 石天 飾 梁啓超

## 外部連結
- 豆瓣链接 （页面存档备份，存于）
- 互联网电影数据库（IMDb）上《大刀王五》的资料（英文）